# Diplazium laffanianum
A Diplazium laffanianum Bermudán honos páfrányfaj. Angol nevének (Governor Laffan’s fern) tükörfordítása: Laffan kormányzó páfránya.
Vadon kihalt fajként tartják nyilván. Nevét Sir Robert Laffanról kapta, aki 1880-ban élő növényt küldött a kew-i Királyi Botanikus Kertbe. A páfrányt 1905-ig barlangok szájában és sziklahasadékokban találták meg. 1905-ben látták utoljára vadon a Diplazium laffanianumot. Kihalásának okai ismeretlenek. 2002-ben a spórákat az Egyesült Államokba küldték szaporításra. 2009-től 2019-ig szaporításuk után a fiatal páfrányokat visszaküldték Bermudára. 2014-ben újratelepítési program indult az állatkertben nevelt páfrányok felhasználásával. 2021 januárjával összesen harminc példányt tartottak számon a vadonban négy bermudai élőhelyen, s 2020 júliusában közülük négy példány elsőként érlelt ott spórákat.

## Fordítás
Ez a szócikk részben vagy egészben  a   Diplazium laffanianum című angol Wikipédia-szócikk ezen változatának fordításán alapul.  Az eredeti cikk szerkesztőit annak laptörténete sorolja fel. Ez a jelzés csupán a megfogalmazás eredetét és a szerzői jogokat jelzi, nem szolgál a cikkben szereplő információk forrásmegjelöléseként.